# Bombardeo de La Línea de la Concepción
El bombardeo de La Línea de la Concepción fue un ataque aéreo llevado a cabo por un Savoia-Marchetti SM.82 italiano dirigido contra el territorio británico de Gibraltar en el marco de la Segunda Guerra Mundial, que por error acabó afectando a la localidad española de La Línea de la Concepción, situada junto al Peñón de Gibraltar.
El evento ocurrió durante la madrugada del 11 al 12 de julio de 1941, cuando un único Savoia-Marchetti SM.82 Marsupiale soltó tres bombas sobre el peñón, de las que ninguna de ellas cayó en el enclave británico. Dos bombas cayeron en la playa de Poniente que no llegaron a explotar al quedar soterradas en la arena. La tercera bomba cayó en la confluencia de las calles Duque de Tetuán y López de Ayala, afectando a tres viviendas que quedaron totalmente destruidas. Hubo numerosos heridos y cinco muertos que tuvieron que ser desenterrados de los escombros con ayuda de luces de camiones militares, pues la explosión afectó al tendido eléctrico y dejó a la ciudad a oscuras. 
Las autoridades españolas interpusieron una protesta ante los representantes de Mussolini, sin embargo, durante las madrugadas de los días 13, 14 y 15, el SM-82 reapareció en la bahía de Algeciras, siendo recibido con fuego antiaéreo, ante lo cual dejó caer nuevas bombas en la zona de Campamento. 
Tras la guerra se acordó que Italia pagaría una indemnización de 250.000 dólares por los daños causados a personas y bienes de nacionalidad española en La Línea de la Concepción, además de por otros daños causados en otros lugares. No obstante, la indemnización se utilizó para amortizar la enorme deuda contraída por Franco con Italia durante la guerra civil española.